# 封江口水库
封江口水库位于中国湖北省随州市随县，是以发电、防洪、灌溉为主，兼有供水、养殖等功能的大（二）型水库。
封江口水库为炎帝神农故里风景区重要组成部分，已规划以封江口水库为随州城区用水水源。